# Splendeuptychia itonis
Splendeuptychia itonis is een vlinder uit de onderfamilie Satyrinae van de familie Nymphalidae. De wetenschappelijke naam van de soort is voor het eerst geldig gepubliceerd in 1862 door William Chapman Hewitson.